# Wilhelm von Grandson
Wilhelm von Grandson (französisch Guillaume de Grandson; * um 1320; † vor 1390) war ein savoyischer Gefolgsmann aus der Familie Grandson.

## Leben und Wirken
Wilhelm von Grandson war der jüngste Sohn Peters II. und der Blanche von Savoyen-Waadt. Um 1342/1343 war er bereits volljährig und wurde erstmals urkundlich genannt. Er heiratete Jeanne de Vienne und war ab 1346 Ritter sowie Herr von Sainte-Croix, Grandcour, Cudrefin und Bellerive.
Grandson wurde Günstling des Grafen Amadeus VI. und durchlief «eine brillante Karriere» an dessen Hof, auch dank seines Onkels Ludwig II. von Savoyen. Zu den finanziellen Vorteilen gehörten eine Jahresrente und ab 1365 Rechte an der Herrschaft Aubonne. Er war seit der Gründung Ritter des Halsbandordens und gewann soziales Ansehen. Grandson schlug 1384 den 24-jährigen Grafen Amadeus VII. zum Ritter. In Italien war er 1361 sowie 1372–1375 an zahlreichen Feldzügen Savoyens und im Orient am Kreuzzug 1366–1368 beteiligt.
Grandsons Karriere gilt als exemplarisch für die Integration des Waadtländer Adels in die höfische Gesellschaft des Spätmittelalters. Die Burgerbibliothek Bern bewahrt zwei ihn betreffende Schriftdokumente.

## Belege
1. 1 2 3  Bernard Andenmatten: Wilhelm. von Grandson. In: Historisches Lexikon der Schweiz.  17. Juli 2007.

| Personendaten    | Personendaten                        |
| ---------------- | ------------------------------------ |
| NAME             | Grandson, Wilhelm von                |
| ALTERNATIVNAMEN  | Grandson, Guillaume de (französisch) |
| KURZBESCHREIBUNG | savoyischer Gefolgsmann              |
| GEBURTSDATUM     | um 1320                              |
| STERBEDATUM      | vor 1390                             |